# Burg Largentière

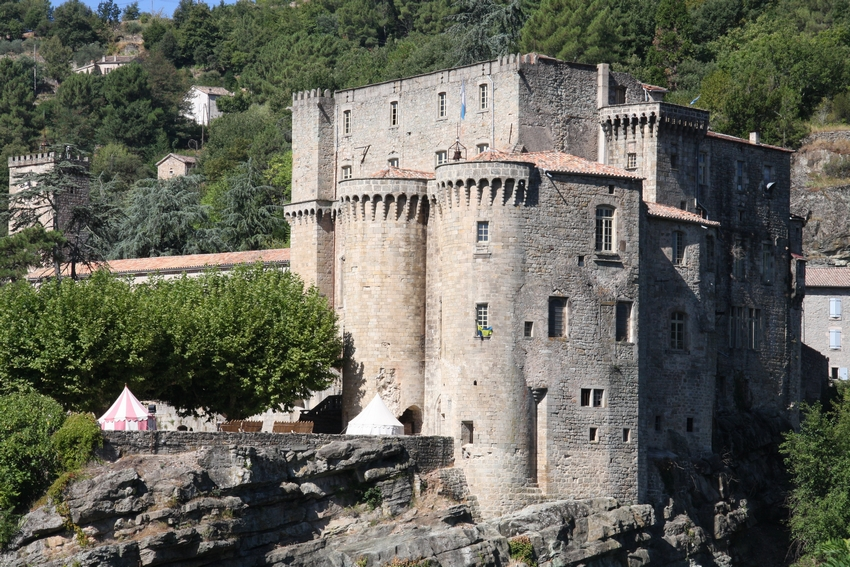
Westansicht der Burg Largentière (2009)

Die Burg Largentière (französisch Château de Largentière) erhebt sich am höchsten Punkt der einstigen Ringmauer von Largentière, einem Ort im französischen Département Ardèche. Die Burg diente im Mittelalter dazu, die Siedlung und eine nahe gelegene Silbermine zu schützen. Die ursprünglich nur aus einem Donjon bestehende Anlage wurde im Laufe der Zeit immer wieder erweitert und verändert, ehe der Marquis de Brison sie im 18. Jahrhundert zu einem komfortablen Wohnsitz für seine Familie umbauen ließ. Von 1850 bis 1995 beherbergte sie ein Hospital. Die Burg steht seit dem 31. Mai 1927 als Monument historique unter Denkmalschutz und ist mit Ausnahme einiger Wochen im Sommer nicht für Besucher geöffnet.

## Geschichte

### Anfänge
Die Wurzeln der Burg liegen in einer Befestigung, die der Bischof von Viviers im 12. Jahrhundert errichtete, um eine Siedlung samt einer in direkter Nachbarschaft liegenden Silbermine zu schützen. Deshalb sind die Geschichte von Burg und Ort Largentière stark miteinander verwoben. Die unter dem Namen Baume de Viviers bekannte Mine gehörte schon seit 1146 dem Bistum Viviers, allerdings waren die Silbervorkommen in der Region ein ewiger Zankapfel zwischen dem Bischof, lokalen Herrschern und dem Grafen von Toulouse. Graf Raimund V. von Toulouse musste zwischen 1186 und 1193 nach einem Schiedsspruch des Erzbischofs von Vienne auf alle Rechte an der Mine zugunsten des Bischofs von Vienne verzichten, aber nach seinem Tod 1194 weigerte sich sein Sohn Raimund VI., die Vereinbarung anzuerkennen. Er schaffte es, im Juli 1198 eine neue Übereinkunft auszuhandeln, in der er zwar den Bischof von Vienne als obersten Lehnsherrn der Mine und Siedlung anerkannte, im Gegenzug aber mit der Hälfte des castrums von Largentière belehnt wurde. Von der übrigen Hälfte vergab der Bischof jeweils ein Drittel an Aymar (auch Adhémar) de Poitiers und ein Mitglied der Familie Bermond dʼAnduze. Für sich behielt der Bischof nur das restliche Sechstel. Er ließ innerhalb der Stadtumwehrung einen Donjon errichten, von dem jedoch nicht klar ist, ob er noch im 12. Jahrhundert oder erst zu Beginn des 13. Jahrhunderts erbaut worden ist. Seine Existenz ist jedenfalls erst für das Jahr 1210 verbürgt. Er bildete den Kern der heutigen Burganlage. Der Name des Argentia bzw. Argentière genannten Wohnturms ging anschließend auf die Ortschaft über.

### Erster Ausbau im 13.Jahrhundert
Anfang des 13. Jahrhunderts errichtete Raimund VI. direkt neben dem bischöflichen Donjon einen eigenen Wehrturm, der seinen Nachbarn um zwei Meter in der Höhe überragte. Er war mit der Ringmauer verbunden, die den Bischofsturm umgab. Etwa zur gleichen Zeit erbauten auch die beiden anderen Lehnsnehmer zwei Türme in Largentière. Sie standen dicht beieinander östlich vor der Ringmauer und bewachten den Eingang zur Burg. Eine Zugbrücke trennte sie vom Burgtor. Nachdem Raimund VI. im Zuge des Albigenserkreuzzuges im April 1207 exkommuniziert und dieser Kirchenbann am 6. Februar 1211 erneuert worden war, entzog Burnon, der Bischof von Viviers, auf Geheiß von Papst Innozenz III. dem Ausgestoßenen seinen Anteil an der Burg Largentière und nahm ihn wieder für das Bistum in Besitz. Nach dem Tod Raimunds VI. 1222 folgte ihm sein Sohn Raimund VII. als Graf von Toulouse nach. Ihm gelang es, die Burg Largentière 1222 wieder für das tolosanische Grafenhaus einzunehmen und zu besetzen, doch schließlich war er Truppen des französischen Königs Ludwig IX. unterlegen, der die Provinzen im Süden seinem Königreich einverleibte. Im Vertrag von Paris sicherte Raimund VII. zu, den französischen König als Lehnsherrn anzuerkennen und musste ihm große Teile seines Herrschaftsgebiets überlassen. Ludwig IX. setzte den Bischof von Viviers wieder als Herrn von Largentière ein. Dieser hatte 1222 sein Amt angetreten und stammte aus dem Haus Bermond dʼAnduze. Der mit ihm verwandte Aymar de Poitiers überließ ihm am 15. Oktober 1229 all seine Rechte an Largentière, sodass das Bistum nun wieder alleiniger Herrscher war.

### Zweiter Ausbau im 15.Jahrhundert
Im letzten Viertel des 15. Jahrhunderts begann Bischof Jean de Montchenu damit, die Burg zu vergrößern und stärker zu befestigen. Eine Inschrift in gotischen Buchstaben an einem Türsturz bezeugt, dass ein Meister Raymond und seine Gesellen 1481 mit dem Bau begannen. War zuvor in den Urkunden immer nur von einem castrum oder von Türmen die Rede, wurde die Anlage 1497 nun erstmals schriftlich als Burg bezeichnet. Jean de Montchenu starb in jenem Jahr und hinterließ seinem Nachfolger Claude de Tournon eine Baustelle, denn die Umbauarbeiten an der Burg Largentière waren noch nicht vollendet. Der neue Bischof setzte das Werk seines Vorgängers fort und beendete es. Danach waren die beiden isoliert stehenden, östlichen Rundtürme durch einen Zwischenbau zu einem wehrhaften Torbau vereint und in eine neue Ringmauer integriert worden. Durch einen tour pentagonale (deutsch fünfeckiger Turm) genannten Verbindungsbau waren sie nun zudem mit dem Donjon verbunden. Seit jener Zeit präsentierte sich die Anlage als zusammenhängender Gebäudekomplex. Ihre Wasserversorgung sicherte ein tiefer, in den Fels getriebener Burgbrunnen, der bis auf das Niveau des Flusslaufs hinunterreichte.

### Umbau zum komfortablen Adelssitz im 18.Jahrhundert
Die Französischen Religionskriege überstand die Burg weitgehend unbeschadet, wurde aber nach deren Ende lange vernachlässigt, sodass die Gebäude allmählich verfielen. Bischof Martin de Ratabon verkaufte die heruntergekommene Anlage am 5. November 1716 für 44.500 Livres an François Denis Auguste de Beauvoir, Marquis von Brison. Er ließ die alte Burg nicht nur instand setzen, sondern zu einem komfortablen Wohnsitz für seine Familie verändern. Dazu wurden die Burggräben eingeebnet und Teile der Ringmauer niedergelegt. Im Südosten des Burgareals entstand eine Gartenterrasse, zu der eine große, zweiläufige Treppe hinunterführte. Ein weiteres großes Gartenareal wurde südlich der Burggebäude angelegt. Der Verbindungsbau zwischen Toranlage und Donjon erhielt zwei zusätzliche Geschosse, und die Nordwestfassade des Wohnbaus wurde durch gleichmäßig angelegte Fenster rhythmisiert. Auch dessen Inneres wurde stark umgestaltet: Im Erdgeschoss lagen fortan neue Wirtschaftsräume, eine Küche, eine Kapelle und ein Gerichtssaal (französisch salle de justice). Im ersten Geschoss war eine Porträtgalerie eingerichtet worden. Eine neu angelegte Kastanienallee führte nach Ende der Umbauarbeiten von der Ortschaft hinauf zur Südwestseite der Burg und ermöglichte so das Erreichen der Anlage per Kutsche. Zuvor war sie nur über einen schmalen, steilen Weg zur Südostseite erreichbar gewesen.

### Französische Revolution und Empire

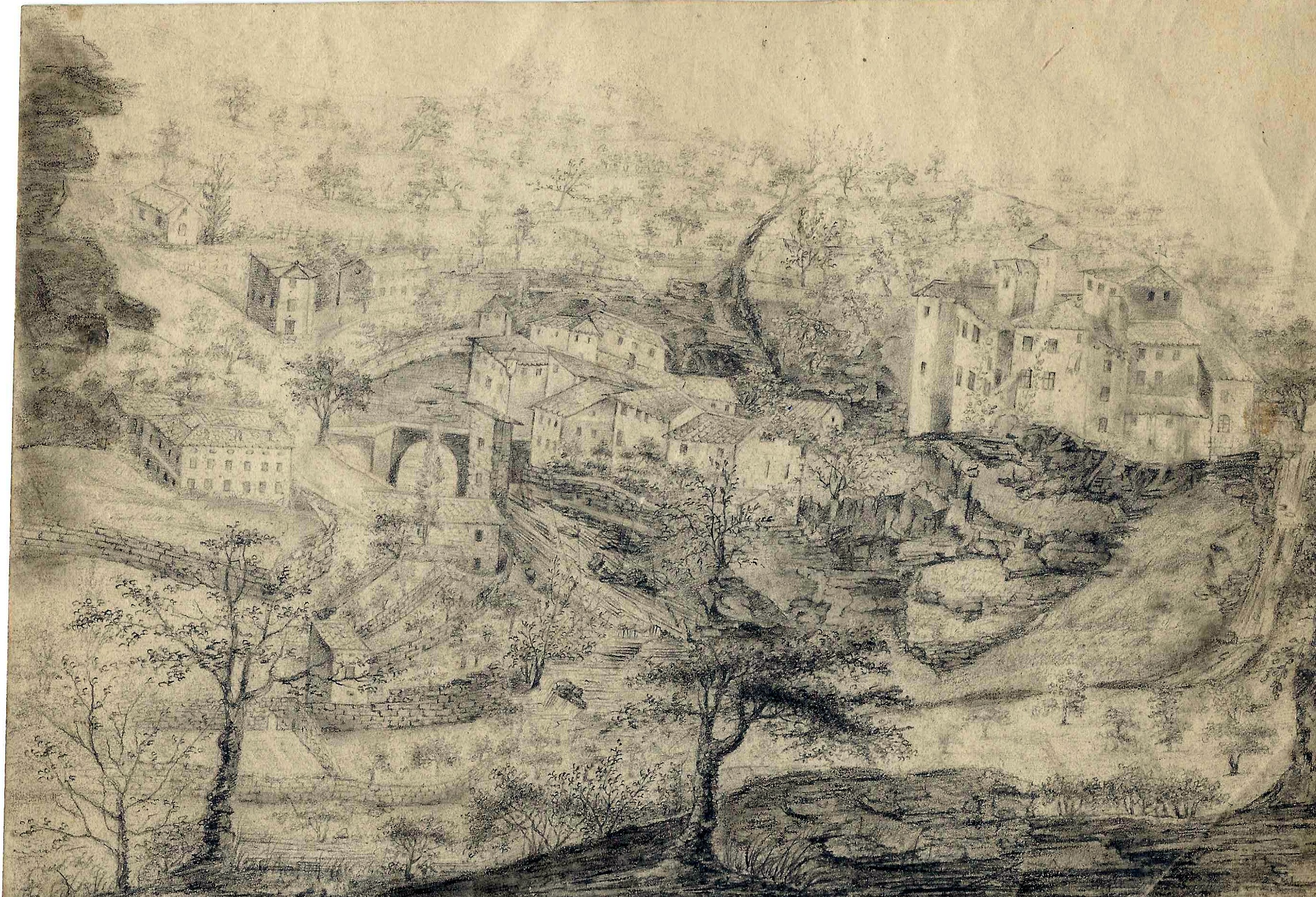
Burg und Ort Largentière 1818, Zeichnung eines anonymen Künstlers

Während der Französischen Revolution wanderten die adeligen Burgherren aus, und ihr Besitz in Largentière wurde als Emigranteneigentum konfisziert. Im Gegensatz zu vielen anderen Adelssitzen wurde in Largentière aber nicht viel beschädigt, weil vorgesehen war, dass städtische Einrichtungen in der Burg unterkommen sollten. Und so wurden nur ein paar Skulpturen und einige Wappendarstellungen zerstört. In die Gebäude zog während der Revolutionsjahre die örtliche Polizei. Außerdem dienten sie als Sitz eines Gerichts und als Gefängnis. Die emigrierten Eigentümer kehrten nach Revolutionsende nach Frankreich zurück und erhielten 1802 ihr Eigentum wieder. Da sie mit den umgewidmeten Gebäuden nichts anzufangen wussten, vermieteten sie diese für 1100 Francs an die Gemeinde, sodass sie weiterhin für die Gesetzespflege genutzt werden konnten. Zuvor hatten die Eigentümer ein Kaufangebot zum Preis von 30.000 Francs ausgeschlagen. 1816 wurde der wuchtige Turm des Grafen von Toulouse aus dem 13. Jahrhundert niedergelegt, sodass heute nur noch seine Fundamente übrig sind. Seine Steine fanden beim Bau einer Fabrik Wiederverwendung. Fast 50 Jahre lang waren in der Anlage Polizei, Gericht und Gefängnis untergebracht, doch diese Art der Nutzung tat der Bausubstanz nicht gut und bedingte einen fortschreitenden Verfall der Gebäude.

### Umbau zum Hospital und heutige Nutzung

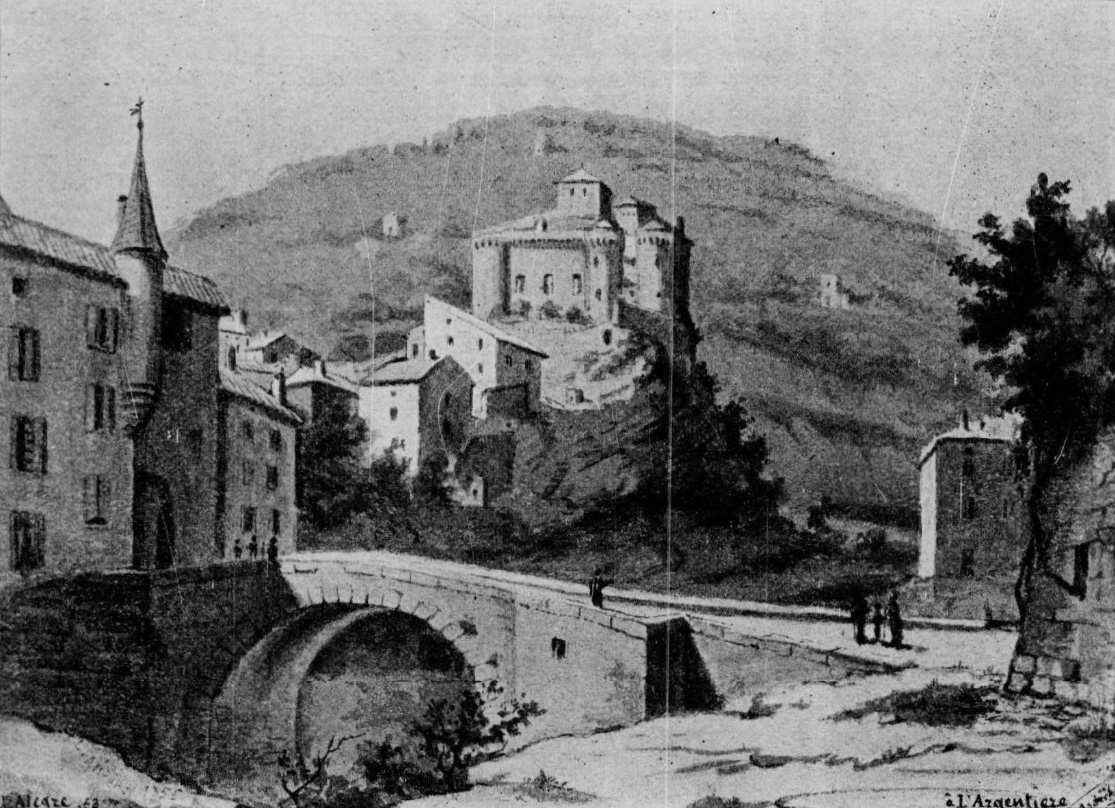
Die Burg vor den Umbauten im Jahr 1858, Bild von Léon Alegre

Der Niedergang wurde erst gestoppt, als der Marquis de Roure de Brison und seine drei Schwestern die Burg dann doch an die Gemeinde verkauften, die in den Gebäuden ein Hospital einrichten wollte. Der Kaufvertrag, in dem ein Preis von 17.000 Francs vereinbart wurde, stammt aus dem April 1845, jedoch wurde er erst mit einem königlichen Einverständnis vom 13. Juni 1847 rechtskräftig. Die Eröffnung des Hospitals fand im März 1850 statt. Seine Leitung oblag Schwestern der Vinzentinerinnen. 1858 wurde das Hospital vergrößert, indem dem Hauptgebäude ein zusätzliches Geschoss aufgesetzt und mit dem Donjon unter ein gemeinsames Dach gebracht wurde. Der Turm war seit jenem Umbau von außen nicht mehr als solcher zu erkennen. Weitere An- und Zubauten bis in das 20. Jahrhundert veränderten die Form der Burganlage vollständig. Fast 150 Jahre lang diente sie als Hospital, ehe dieses 1995 in einen Neubau umzog. Seit 1996 ist die Gemeinde Largentière Eigentümerin der Anlage, die jedoch stark sanierungs- und restaurierungsbedürftig ist. Als vordringlichste Maßnahme musste das undichte Dach ersetzt werden, um weiteres Eindringen von Feuchtigkeit zu verhindern. Dabei wurde auch das 1858 aufgestockte Geschoss zurückgebaut, damit der Donjon von außen wieder erkennbar ist. Weitere Restaurierungsarbeiten sollen die Burg in der Zukunft wieder für die Öffentlichkeit nutzbar machen. Derzeit (Stand: 2016) ist sie nicht für Besucher zugänglich. Lediglich während einiger Sommerwochen öffnet sie alljährlich ihre Tore, weil in dieser Zeit auf dem Außengelände eine Mittelalterveranstaltung stattfindet. Während dieser Zeit sind auch zwei Säle in der Burg zu besichtigen. Einer von ihnen präsentiert eine Ausstellung zur Geschichte von Burg und Ort.

## Beschreibung

### Lage
Die Burg steht auf etwa 228 m am höchsten Punkt der ehemaligen Umwehrung von Largentière auf einer Felsnase am rechten Ufer der Ligne, die den Ort dort in einer Schleife umfließt. Durch ihre Lage auf halber Höhe eines Berges, gehört die Anlage zu den Hangburgen, einer Art der Höhenburg. Sie diente nicht nur dem Schutz von Siedlung und Silbermine, sondern kontrollierte auch die Wege nach Tauriers und in Richtung Norden nach Jaujac sowie La Souche.

### Architektur

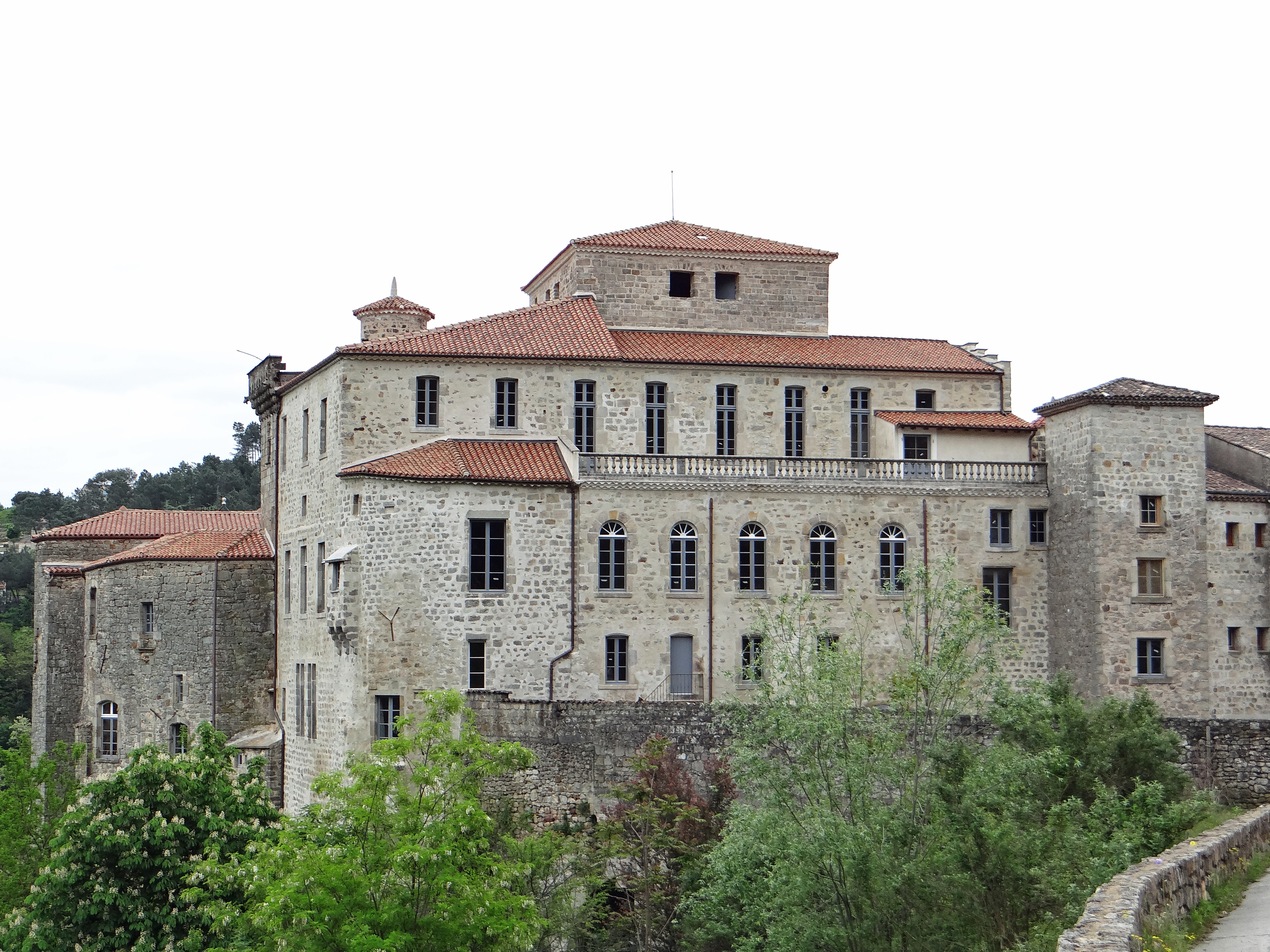
Nordwestansicht der Burg (2016); gut zu erkennen der durch Rückbau wieder sichtbar gemachte Donjon

Kern der Burganlage ist der viereckige, über 30 Meter hohe Donjon (Tour Argentière) mit seinen drei Meter dicken Mauern aus Bossenquadern. In jedem seiner drei Geschosse befindet sich ein einziger Raum, von denen jener im ersten Obergeschoss eine Gewölbedecke besitzt. Die übrigen Räume weisen Balkendecken auf. Die einzelnen Etagen sind durch eine steinerne Wendeltreppe in der Mauerstärke untereinander verbunden, wobei der einstige Hocheingang im ersten Geschoss lag. Dadurch, dass der Donjon später mit einem benachbarten Wohnbau unter einem gemeinsamen Dach zusammengefasst wurde, war er lange Zeit von außen nicht mehr als Turm zu erkennen, sondern war Teil des Hauptgebäudes. Durch Rückbau ist er mittlerweile wieder sichtbar gemacht. Das Hauptgebäude ist über einen Verbindungsbau im Norden mit dem mächtigen Doppelturmtor verbunden. Es liegt an der Nordostseite der Anlage und besteht aus den ehemals frei nebeneinanderstehenden Zwillingstürmen aus dem frühen 13. Jahrhundert, die Anduzeturm (französisch Tour dʼAnduze) und Poitiersturm (französisch Tours de Poitiers) genannt werden. Sie sind durch einen Zwischenbau mit Rundbogentor miteinander verbunden. Der Torbau beherbergte früher die Unterkunft des Burgkommandanten. Seine Maschikulis zeugen noch heute von seiner Wehrhaftigkeit.
Südlich schloss sich dem Hauptgebäude früher ein wuchtiger, durch den Grafen von Toulouse errichteter Rundturm an, der jedoch 1816 abgerissen wurde. Seine Fundamente sind heute noch in der halbrunden Terrasse im unteren Burghof erhalten.